# Cuirassat Jaime I
El cuirassat Jaime I era el tercer i darrer membre de la classe Espanya de l'Armada Espanyola. Els dos vaixells germans construïts anteriorment eren el cuirassat España i el cuirassat Alfonso XIII. El seu nom era en homenatge al rei Jaume I el Conqueridor.
El Jaime I va ser construït a les drassanes que la Sociedad Española de Construcción Naval (SECN) tenia a Ferrol. El seu armament principal era una bateria de vuit canons de 12 polzades (305 mm) i podia navegar a una velocitat de 19,5 nusos (36,1 km/h).
El Jaime I va servir a l'Armada de la República Espanyola entre 1921 i 1937. Amb els España i Alfonso XIII va participar en la Guerra del Rif, amb foc de suport a les forces de l'Exèrcit espanyol. El vaixell serví amb els republicans durant la Guerra Civil espanyola. Els avions bombarders del bàndol sublevat van atacar el vaixell dues vegades i el 17 de juny de 1937, i es va enfonsar pels danys causats per una explosió accidental mentre s'hi feien treballs de manteniment. El vaixell va ser posteriorment reflotat i desguassat.

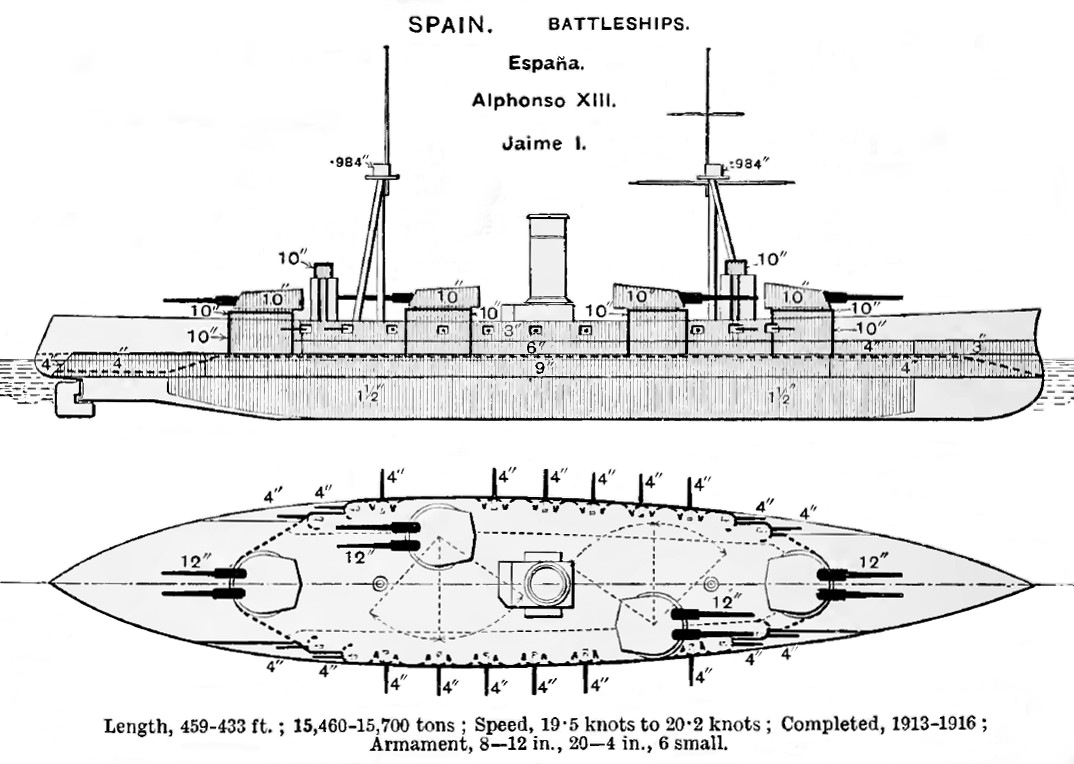
Cuirassat classe España. Diagrames Brasseys 1923

## Característiques tècniques
El Jaime I tenia una eslora de flotació 132 metres i 140 d'eslora total. La mànega era de 24 metres i un puntal de 7,8 metres; el seu franc bord era de 4,6 m al mig del vaixell. El seu sistema de propulsió consistí de turbines de vapor Parsons de quatre eixos i de dotze calderes Yarrow. Els motors tenien 11.600 kW i donaven una velocitat màxima de 19,5 nusos (36,1 km/h). Jaime I tenia un abast de navegació de 5.000 milles nàutiques (9.300 km) a una velocitat de 10 nusos (19 km/h). La seva tripulació era de 854 tripulants i auxiliars.

Esquema mostrant la disposició de la bateria principal

L'armament del Jaime I constava d'una bateria principal de vuit canons de 305/50 mm muntats en quatre torretes. Una torreta era a la proa, dos eren al mig del vaixell, i la quarta era a popa de la superestructura. Aquest esquema de muntatge es va preferir a superposar torretes. La seva bateria secundària consistia en vint canons de 120 mm en 2 casamates al llarg de la longitud del buc que, pel fet de ser massa properes a la línia de flotació, va fer que aquest vaixell fos poc útil en cas de maror. També tenia quatre canons menors i dues metralladores. El seu blindatge tenia un gruix de 8 mm al centre del vaixell; les torretes de la bateria principal van ser protegides amb el mateix blindatge. El blindatge dels costats de la torre del pont tenia un gruix de 254 mm. El blindatge de la coberta tenia un gruix de 38 mm.

## Història
Es va iniciar la construcció del Jaume I a les drassanes de la Societat Espanyola de Construcció Naval al Ferrol, el 5 de febrer de l'any 1912. Va ser avarat el 21 de setembre de 1914, menys de dos mesos després de l'inici de Primera Guerra Mundial. Espanya va optar per la neutralitat durant el conflicte, però el fet que Gran Bretanya subministrava l'armament i altres materials, els treballs de finalització del Jaime I es varen retardar considerablement. El vaixell no va ser completat fins al 20 de desembre de l'any 1921, ja finalitzada la Gran Guerra. Es va unir als seus dos vaixells germans a la 1a Esquadra de l'Armada Espanyola. Jaime I va entrar en acció contra els insurgents del Marroc en la Guerra del Rif a l'inici de la dècada de 1920 i va ser danyat per una bateria costanera de les tropes insurgents avariant el vaixell l'any 1924.

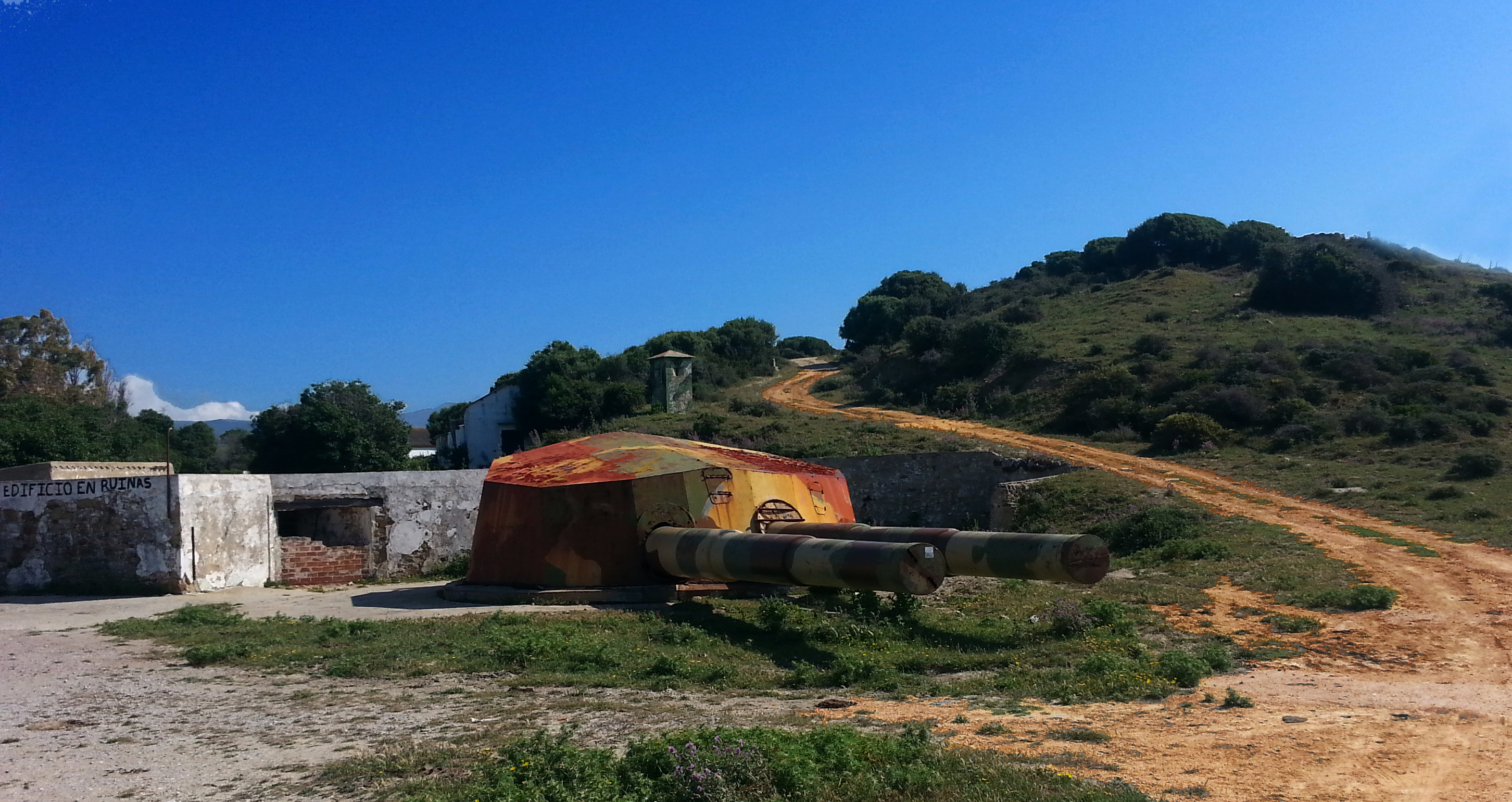
Torre artillera Vickers 305/50 recuperada del Jaime I, que es va usar a la costa de Tarifa, a un emplaçament de nom 'El Vigía'.

Va servir a l'Armada Republicana espanyola en la Guerra Civil espanyola. A l'esclat de la sublevació militar contra la República, operadors de radiotelefonia de l'Armada operant a la seu de Madrid, varen interceptar missatges radiofònics del General Franco a rebels del seu bàndol nacionalista que eren al Marroc. Es varen alertar les tripulacions del Jaime I i altres vaixells, que es varen amotinar contra els oficials revoltats en favor de la rebel·lió nacionalista assegurant que els vaixells quedessin sota control Republicà. No obstant això els vaixells varen sofrir les dificultats conseqüència d'una pobra disciplina i dels avalots en els quals es varen assassinar molts dels seus oficials i de la desconfiança en els oficials supervivents. En els primers mesos de la guerra, Jaime I va bombardejar unes places rebels, com Ceuta, Melilla i Algesires. A Algesires va disparar amb el seu armament secundari el canoner Nacionalista Eduardo Dato, el qual va ser més tard reparat i retornat al servei.
Durant la Guerra Civil, Jaime va ser avariat per un atac d'avions nacionalistes a Màlaga el 13 d'agost de 1936; una sola bomba, petita, va copejar el vaixell a la proa causant mínims danys. El 21 de maig de 1937, va rebre un atac quan era en dic sec per reparacions a Cartagena. Tres bombes varen impactar el vaixell també amb només danys menors. El 17 de juny, mentre era a Cartagena en tasques de manteniment, es va produir una explosió interna accidental i foc, tot i que es va sospitar que era sabotatge. Va ser reflotat però es va determinar que la reparació era inútil. El 3 de juliol de 1939 es va iniciar a desguassar que va finalitzar l'any 1941.
A 1940 es varen recuperar tots els canons; les torretes de bessones anteriors i posteriors varen ser utilitzats en bateries costaneres D9 i D10 de Gibraltar, El Vigia i Cascabel respectivament, prop de Tarifa. Aquestes instal·lacions es varen abandonar el 1985, però les torretes bessones i els canons són encara al lloc tot i que en franca degradació. Tots els altres canons van ser col·locats en diverses ubicacions.